# Eonju (metropolitana di Seul)
Eonju (언주역 - 彦州驛, Eonju-yeok ) è una stazione della metropolitana di Seul servita dalla linea 9 della metropolitana di Seul e si trova nel quartiere di Gangnam-gu, a Seul, inaugurata nel 2015.

## Linee
Metro 9
● Linea 9 (Codice: 925)

## Storia
La stazione ha aperto il 28 marzo 2015 con l'inaugurazione della seconda fase della linea 9 della metropolitana, e inizialmente il nome previsto era "Samjeon".

## Struttura
La stazione, realizzata sottoterra, è costituita da due banchine laterali protette da porte di banchina. Fra i due binari serviti da banchine sono presenti altri due binari per i treni espressi che non fermano presso questa stazione. Sono presenti due aree tornelli, e 2 uscite in totale.
| Direzione Gaehwa       | ● Linea 9 | per Autostazione Extraurbana, Dongjak, Yeouido, Gimpo Aeroporto e Gaehwa |
| Direzione Sin-Nonhyeon | ● Linea 9 | per Sin-Nonhyeon                                                         |

## Galleria d'immagini

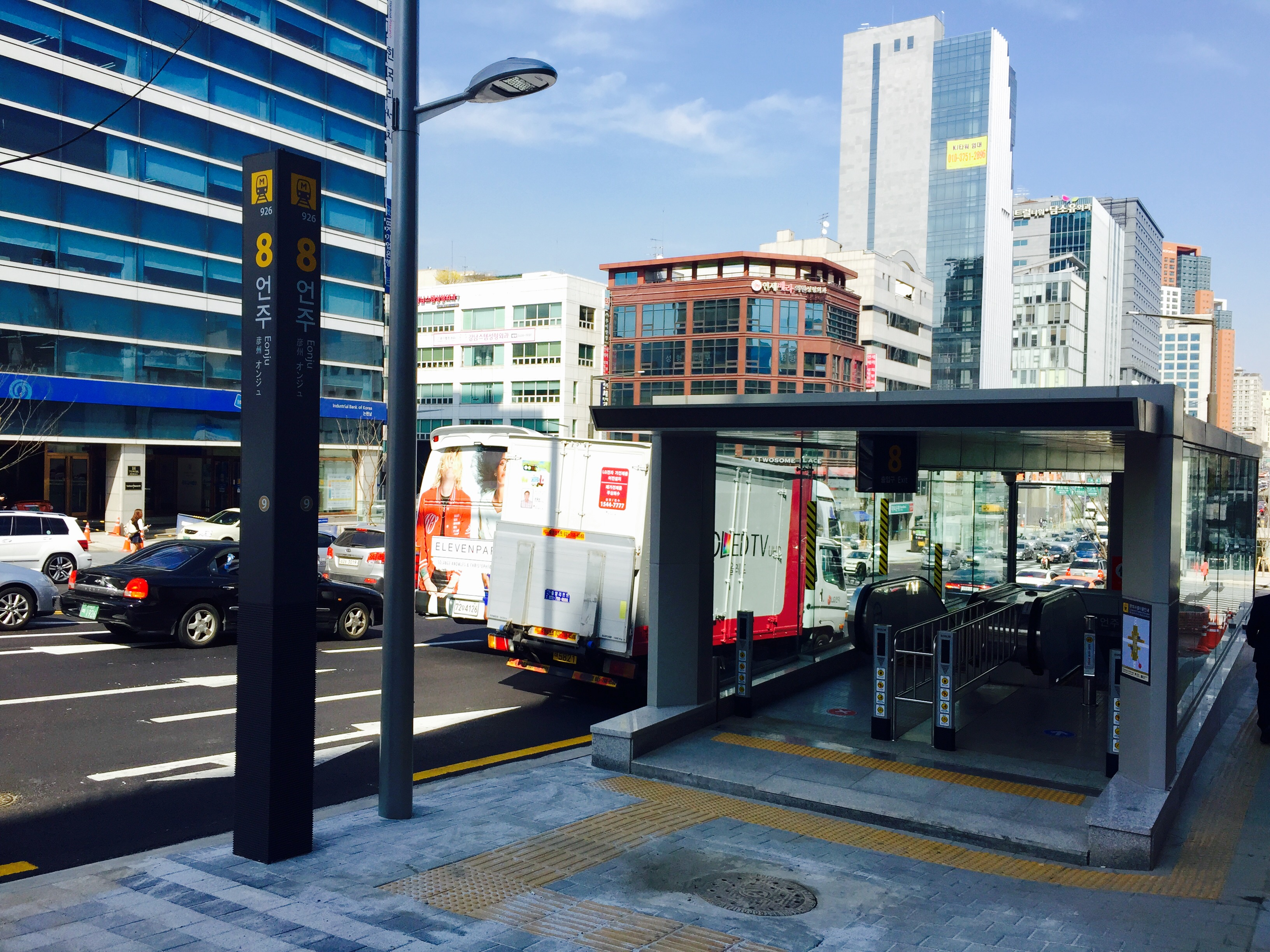
Entrata numero 8 (marzo 2015)
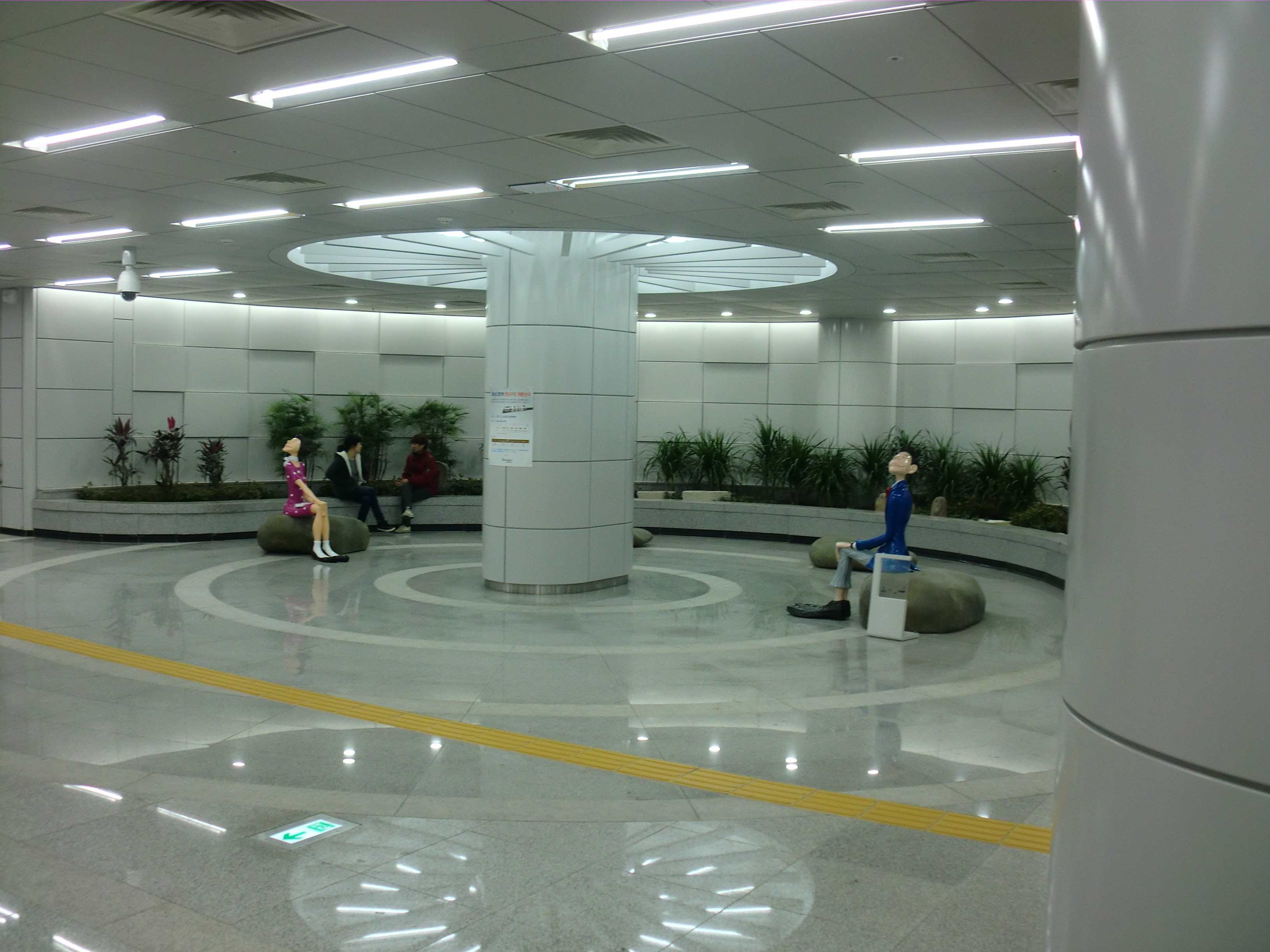
Mezzanino
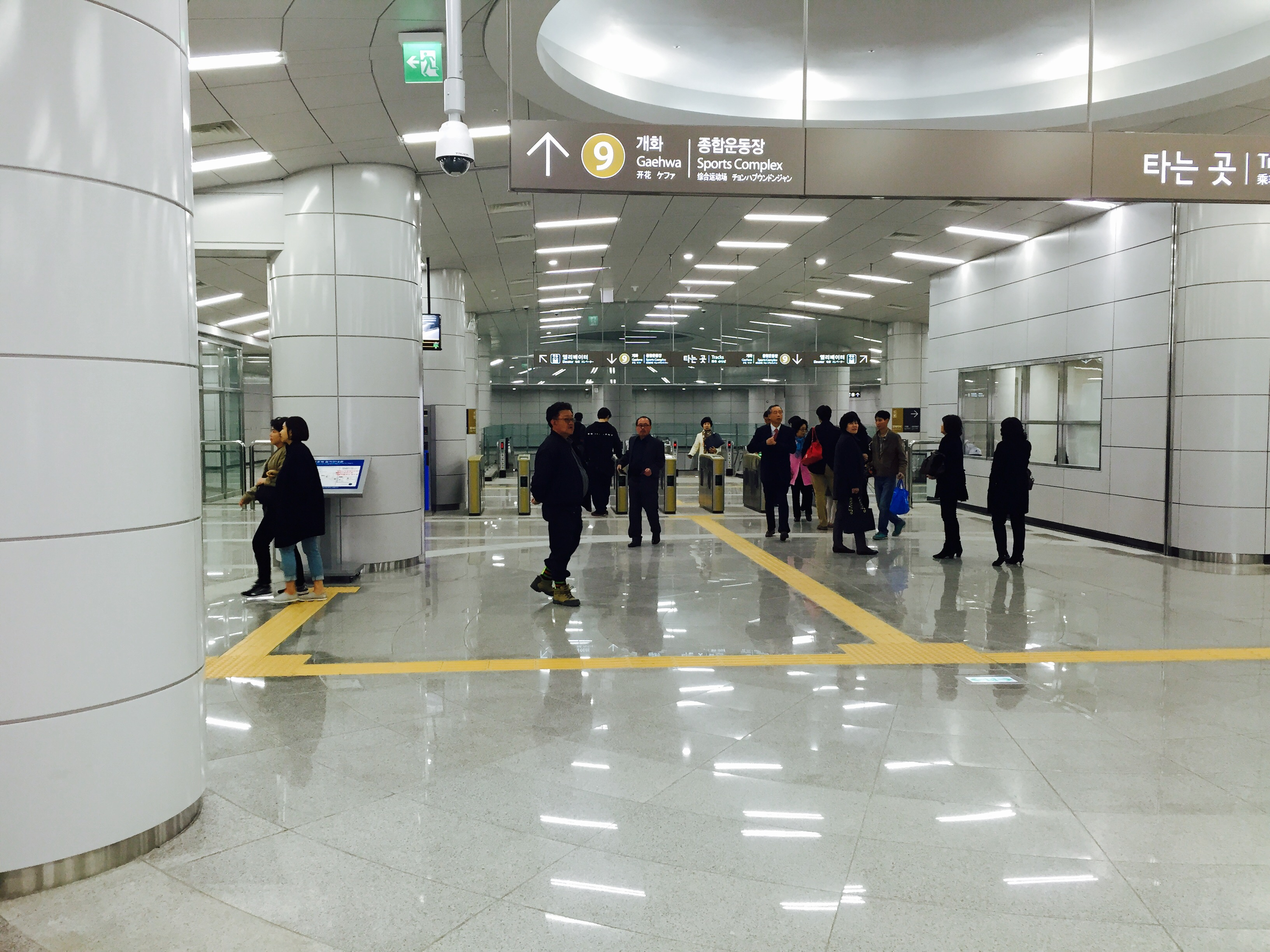
I varchi di accesso
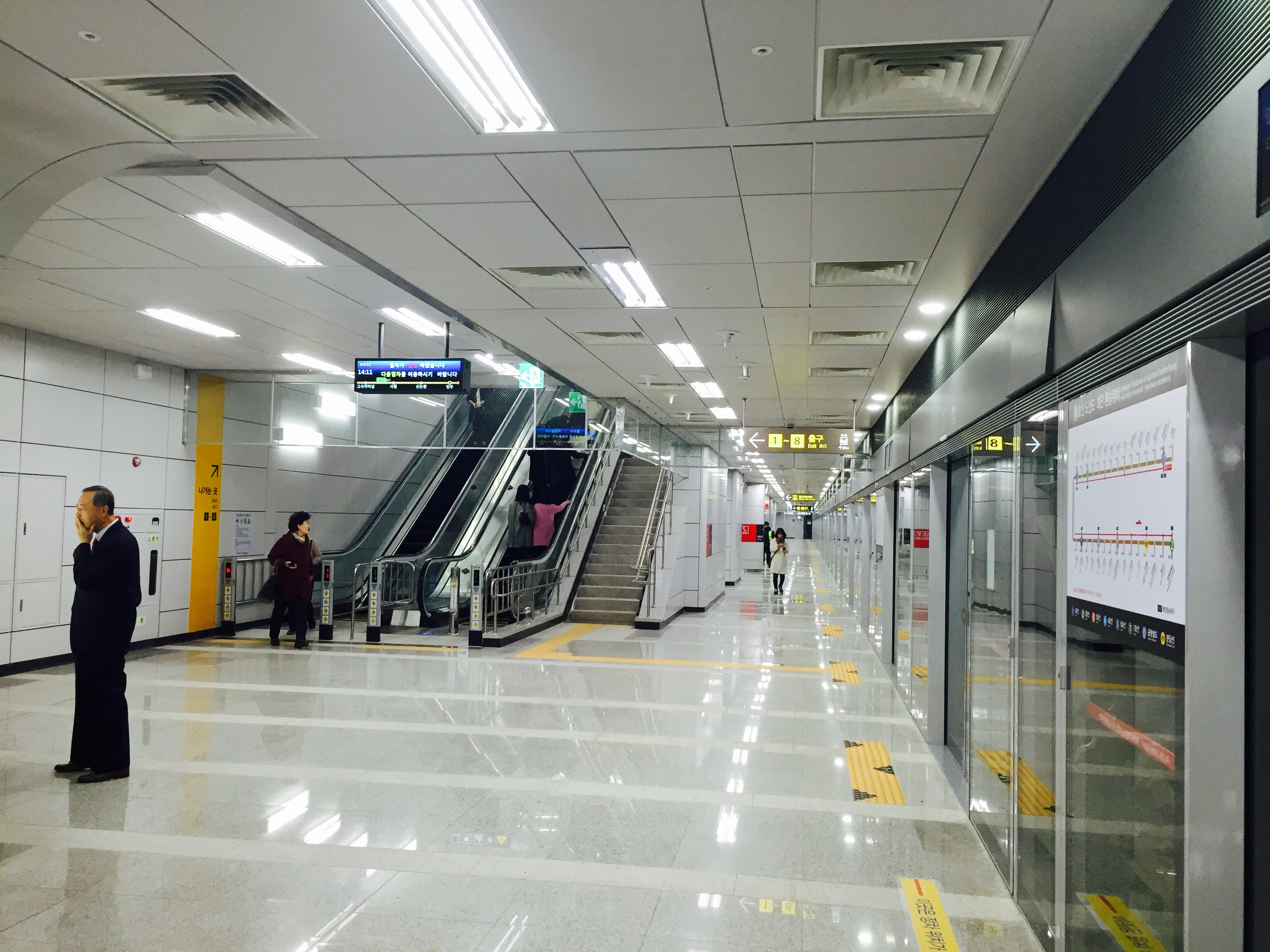
Banchina in direzione Sports Complex

## Stazioni adiacenti
| «            | Servizio        | »              |
| Linea 9      | Linea 9         | Linea 9        |
| ------------ | --------------- | -------------- |
| Sin-Nonhyeon | Locale (일반)   | Seonjeongneung |
| Transito     | Espresso (급행) | Transito       |